# Penthaplus exilis
Penthaplus exilis är en tvåvingeart som beskrevs av Schmitz 1958. Penthaplus exilis ingår i släktet Penthaplus och familjen puckelflugor. Inga underarter finns listade i Catalogue of Life.